# She & Him
She & Him é uma banda folk americana de indie pop constituida por Zooey Deschanel (vocais, piano e banjo) e M. Ward (guitarra e produção). Foi formada em 2006, em Portland, Oregon. Seu primeiro álbum, Volume One, foi lançado pela Merge Records em março de 2008. O duo é aumentado pelos músicos Rachel Blumberg (bateria), Mike Mogis (pedal steel guitar e bandolim) e Mike Coykendall (baixo e guitarra).

## História
Zooey e Ward se encontraram pela primeira vez no set do filme The Go-Getter, em que a atriz teve um papel de protagonista. O diretor, Martin Hynes, apresentou-os uns aos outros e lhes pediu para cantar um dueto juntos para ser lançado nos créditos finais do filme. A música escolhida foi "When I Get to the Border" de Richard & Linda Thompson.

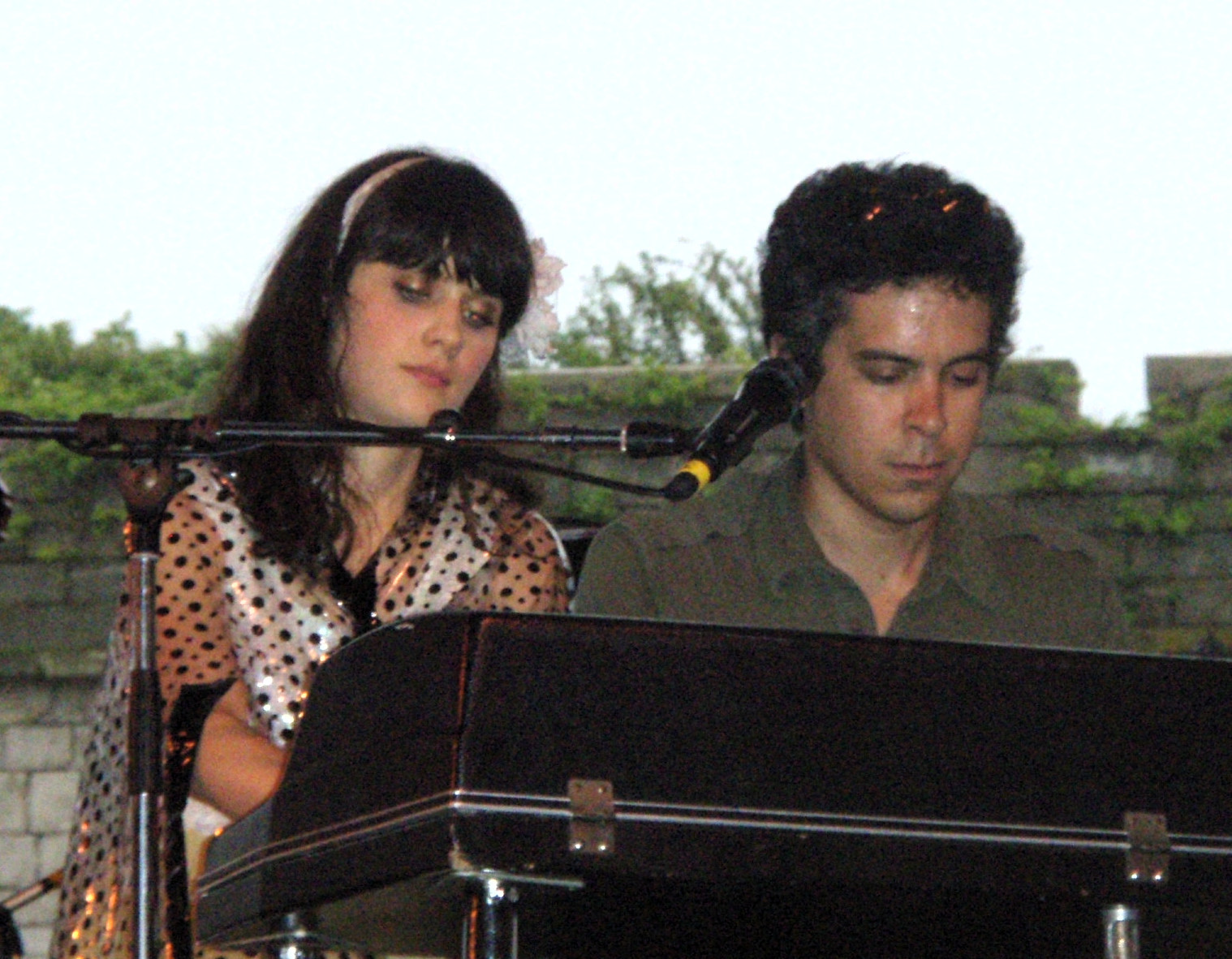
Deschanel e M. Ward / She & Him no Newport Folk Festival (agosto de 2008)

Ward, tinha ouvido previamente Zooey cantar no filme Elf, ficou surpreso ao saber que ela própria escrevera canções, mas não tinha uma carreira musical.
Zooey tinha feito em sua casa algumas fitas demos, porém já que estava se tornando uma celebridade de renome, não deu tanta importância. Por um pedido, ela decidiu enviá-las para Ward. Ward chamou-a pouco tempo depois , dizendo-lhe que gostaria de gravar suas canções corretamente, assim surgindo a banda She & Him. Zooey, disse em uma entrevista: "Eu sempre amei a música, desde que eu era realmente pequena. Eu só gostava de cantar".

### Volume One
A dupla colaborou inicialmente via e-mail, com Ward trabalhando fora de Portland, Oregon e Deschanel estúdio em sua casa em Los Angeles, casa na Califórnia. Deschanel teve uma enorme influência na música , evocando longas viagens pelas estradas costeiras ouvindo Brian Wilson e dourados, Jam Music em 1970 rádio AM. A cena musical californiana também tidos em conta a produção de Ward do álbum, a tal ponto que inspirou alguns de seus trabalhos mais tarde, com guitarra alt-country cantores como Jenny Lewis.
Ward gastaria "mexer" com a música após Deschanel mandar para ele, mas ela entrou em seu estúdio para colocar os toques finais em seu álbum. Eles gravaram em Portland, em dezembro de 2006 e fevereiro-março de 2007. O álbum foi concluído em três sessões. Eles também gravaram em Mike Coykendall e estúdios Adam Selzer, e teve uma sessão de mixagem com Mike Mogis em Omaha, Nebraska estúdio em abril ou maio de 2007.
Eles fizeram uma pausa depois que, como Ward estava em turnê e Deschanel estava filmando um filme. Seu álbum foi lançado em 18 de março de 2008. Sua primeira aparição pública como uma banda, no entanto, foi um ano e dois meses antes na seleção de Sundance de The Go-Getter. Eles realizaram esporadicamente em outros eventos e iniciou sua primeira turnê no verão de 2008.  Paste Magazine declarou She & Him de estreia do álbum # 1 do ano.

### 2008 Tour

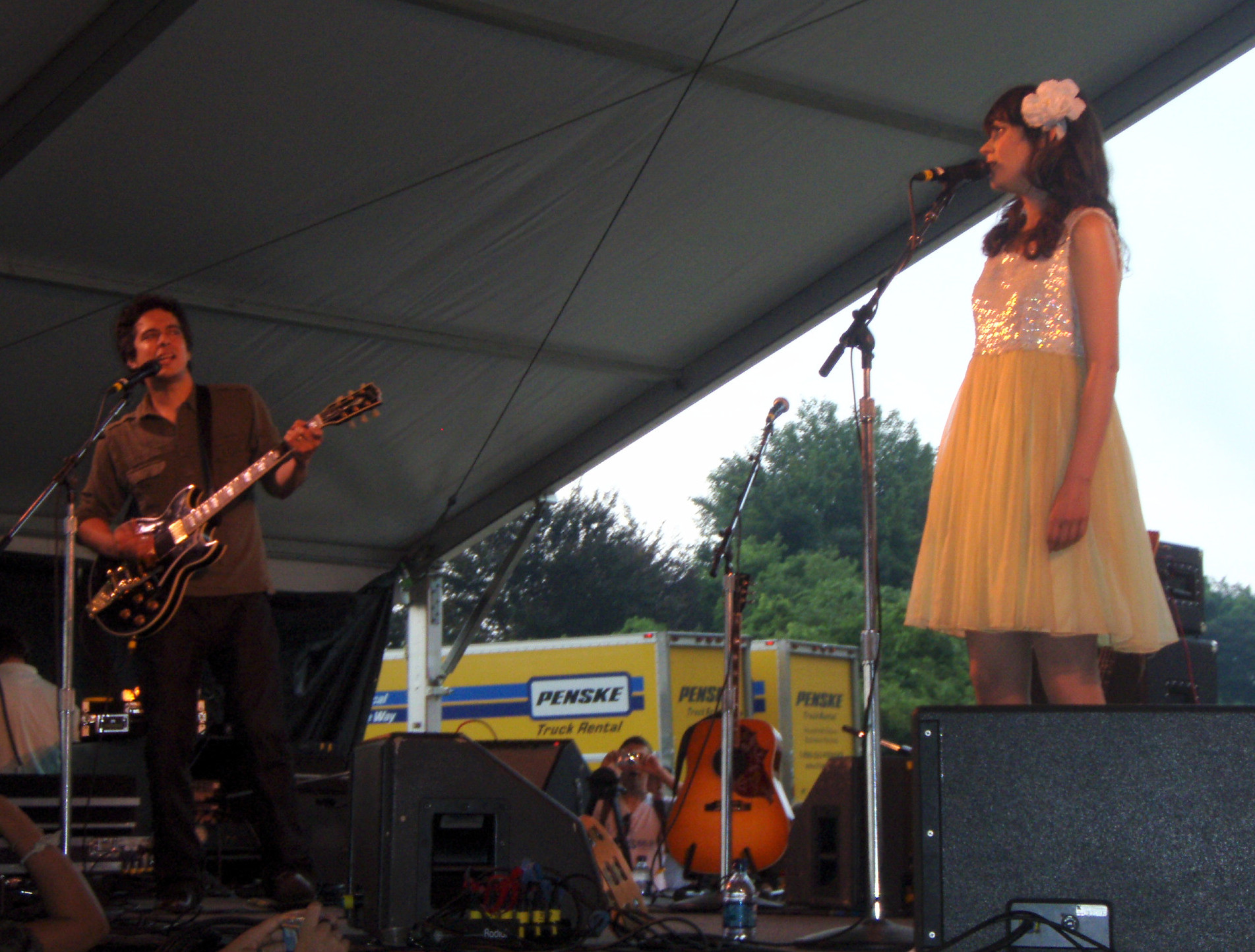
She & Him performing at the Newport Folk Festival (2 August 2008)

She & Him começou no festival South by Southwest em março 2008 e saiu em turnê durante julho e agosto de 2008.

### Volume Two
Em 17 de março de 2010, She & Him lançou seu segundo álbum, Volume Two. Os recursos de capas de álbuns de 1977 NRBQ de "Ridin 'In My Car" única e paciência e prudência de "Gonna Get Along Without You Now", bem como uma aparição do indie pop do grupo Tilly e Wall na faixa "In the Sun".

### 2010 Tour
She & Him percorreu toda a primavera de 2010. Eles fizeram shows por todo os Estados Unidos, incluindo a música festivais South by Southwest, Coachella, Bonnaroo, Savannah, Sasquatch, Nateva, Verge ea LouFest inaugural em St. Louis, liderando com os gostos do Broken Social Scene, e Jeff Tweedy Built To Spill . Eles também excursionou pela Europa, visitando Londres, Madrid, Barcelona, Paris, Berlim, Copenhaga, Estocolmo, Oslo, e Amesterdão. Eles foram escolhidos por Matt Groening para se apresentar no All Tomorrow do festival de música Partes na Inglaterra.

### A Very She & Him Christmas e Volume 3
A Very She & Him Christmas foi anunciado em Pitchfork.com em setembro de 2011. A faixa 12 do álbum de Natal foi lançado 24 de outubro de 2011 sob Merge Records. Amazon.com disse em 29 de Dezembro de 2011 que o álbum foi um dos seus melhores top três de venda de MP3-álbuns durante o período de Natal.
Deschanel confirmou no Twitter que um novo álbum seria lançado no início de 2013. Volume 3 foi anunciado posteriormente, com uma data de lançamento de 7 de maio de 2013 (13 de maio de 2013 para a Europa).  She & Him percorreu os EUA e o Canadá em apoio ao Volume 3 no verão de 2013.  Atos de apoio ao longo da turnê incluíram Tilly and the Wall , Camera Obscura , Emmylou Harris , Rodney Crowell e The Chapin Sisters .

### 2014 – presente: Mudança de gravadora eClassics
Em 27 de junho de 2014, foi anunciado que She & Him havia deixado o selo independente Merge Records e se juntou à gravadora principal Columbia Records , com seu quinto álbum de estúdio, Classics , programado para ser lançado no final do ano.  No mês seguinte, Deschanel e Ward foram fotografados com Brian Wilson no estúdio gravando seu próximo álbum No Pier Pressure, que apresenta Deschanel como vocalista convidado na faixa de cha-cha-esque "On the Island".  Em 15 de setembro de 2016, She & Him anunciou o lançamento do seu segundo álbum de natal, Christmas Party , em outubro daquele ano.

## Discografia

### Álbuns de estúdio
- Volume One (Merge Records) 2008
- Volume Two (Merge Records) 2010
- A Very She & Him Christmas (Merge Records) 2011
- Volume 3 (Merge Records) 2013
- Classics (Columbia Records) 2014
- Christmas Party (Columbia Records) 2016

### Singles
- Why Do You Let Me Stay Here?/Lotta Love 2008
- In the Sun/I Can Hear Music 2010
- Thieves/I Knew It Would Happen This Way 2010
- Don't Look Back 2010
- I Put a Spell on You/Lingering Still (Apenas Single) 2010
- Baby, It's Cold Outside 2011
- Never Wanted Your Love 2013
- I Could've Been Your Girl 2013
- Stay Awhile 2014

Outras aparições
- "When I Get to the Border" (2007) em The Go-Getter
- "I Put a Spell on You" (2009) em Starbucks' Sweetheart 2
- "Please, Please, Please Let Me Get What I Want" (2009) em 500 Days of Summer
- "Sugar Town" (2009) em 500 Days of Summer
- "Have Yourself a Merry Little Christmas" (2009) em SCORE! Holiday Bonus
- "Earth" em 826LA Chickens in Love
- "Fools Rush In"  Levi's Pioneer Sessions 2010
- "Wouldn't It Be Nice" (2010) LA Times Food & Wine Festival
- "Shape I'm In" (2010)Levi's Shape What's to Come
- "Oh Boy" (2011) em Rave On Buddy Holly
- "Winnie the Pooh" e "So Long" (2011) em Winnie the Pooh trilha sonora

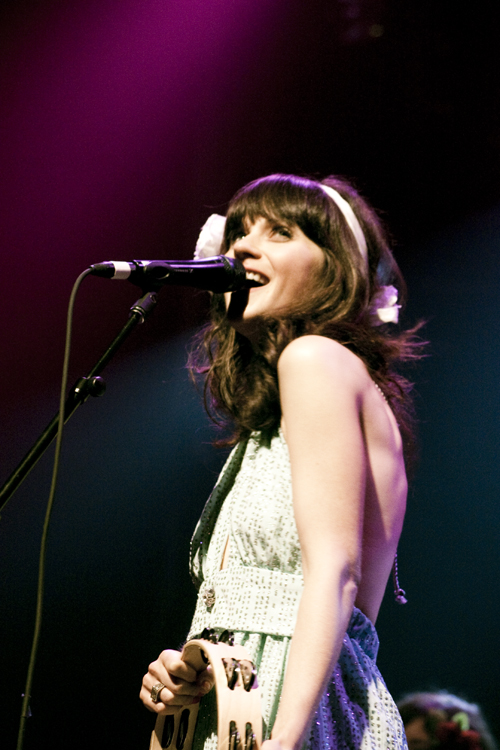
Goodbye shadows

### Videos
| Ano  | Título                         | Diretor         |
| ---- | ------------------------------ | --------------- |
| 2008 | "Why Do You Let Me Stay Here?" | Ace Norton      |
| 2010 | "In the Sun"                   | Peyton Reed     |
| 2010 | "Thieves"                      | Norwood Cheek   |
| 2011 | "Don't Look Back"              | Jeremy Konner   |
| 2011 | "Brand New Shoes"              | Sam Jones       |
| 2012 | "Baby, It's Cold Outside"      | Elliot Dear     |
| 2013 | "I Could've Been Your Girl"    | Zooey Deschanel |
| 2014 | "Stay Awhile"                  | CANADA          |

## Prêmios
- 2012 - Prêmio Grammy de Melhor Canção Composta para Mídia Visual; "So Long" (de Winnie the Pooh, realizada por Zooey Deschanel e M. Ward) (indicado)